# Saint-Cyr (Vienne)
Saint-Cyr is een plaats en voormalige gemeente in het Franse departement Vienne (regio Nouvelle-Aquitaine) en telt 787 inwoners (1999). De plaats maakt deel uit van het arrondissement Poitiers. Saint-Cyr is op 1 januari 2017 gefuseerd met de gemeente Beaumont tot de gemeente Beaumont Saint-Cyr. 

## Geografie
De oppervlakte van Saint-Cyr bedraagt 15,1 km², de bevolkingsdichtheid is 52,1 inwoners per km².
De onderstaande kaart toont de ligging van Saint-Cyr (Vienne) met de belangrijkste infrastructuur en aangrenzende gemeenten.

## Demografie
Onderstaande figuur toont het verloop van het inwonertal (bron: INSEE-tellingen).